# Mitchell Heights
Mitchell Heights é uma cidade  localizada no estado norte-americano de Virgínia Ocidental, no Condado de Logan.

## Demografia
Segundo o censo norte-americano de 2000, a sua população era de 301 habitantes.
Em 2006, foi estimada uma população de 280, um decréscimo de 21 (-7.0%).

## Geografia
De acordo com o United States Census Bureau tem uma área de
0,9 km², dos quais 0,9 km² cobertos por terra e 0,0 km² cobertos por água.

## Localidades na vizinhança
O diagrama seguinte representa as localidades num raio de 12 km ao redor de Mitchell Heights.